# Кънки с тъп връх
„Кънки с тъп връх“ (на английски: Blades of Glory) е американски комедиен филм от 2007 г., режисиран от Уил Спек и Джош Гордън, по сценарий на Джеф Кокс, Крейг Кокс, Джон Алтшулер и Дейв Крински. Във филма участват Уил Феръл, Джон Хедър, Уил Арнет, Ейми Полър, Уилям Фиктнър, Джена Фишър и Крейг Т. Нелсън. Филмът е продуциран от DreamWorks Pictures, MTV Films, Red Hour Films и Smart Entertainment, и е пуснат на 30 март 2007 г. от Paramount Pictures.